# The Soft Parade
The Soft Parade is het vierde album van The Doors. Het verscheen in juni 1969, hoewel al eerder singles op de markt gebracht waren.

## Tracklist
Kant één
1. "Tell All The People" (3:24) (Robby Krieger)
2. "Touch Me" (3:15) (Robby Krieger)
3. "Shaman's Blues" (4:45) (Jim Morrison)
4. "Do It" (3:01) (Jim Morrison en Robby Krieger)
5. "Easy Ride" (2:35) (Jim Morrison)

Kant twee
1. "Wild Child" (2:36) (Jim Morrison)
2. "Runnin' Blue" (2:27) (Robby Krieger)
3. "Wishful Sinful" (2:56) (Robby Krieger)
4. "The Soft Parade" (8:40) (Jim Morrison)

Als singles werden uitgebracht:
"Touch Me"/"Wild Child" (december 1968)
"Wishful Sinful"/"Who Scared You" (februari 1969)
"Tell All The People"/"Easy Ride" (mei 1969)
"Runnin' Blue"/"Do It" (augustus 1969)

## Muzikanten

### The Doors
- Jim Morrison – zang, maracas, tamboerijn, handgeklap op "Easy Ride"
- Ray Manzarek – piano, Gibson G-101 orgel, RMI Electra Piano op "Shaman's Blues"  en "The Soft Parade", Hammond orgel op "Wild Child", "The Soft Parade"  en "Do It", clavecimbel op "Touch Me" en "The Soft Parade"
- Robby Krieger – gitaar, zang  op "Runnin' Blue"
- John Densmore – drums, handgeklap  op "Easy Ride"

### Toegevoegde muzikanten
- Harvey Brooks – basgitaar (tracks 1 t/m 4, 7 en 9)
- Douglass Lubahn – basgitaar  (tracks 5, 6 en 8)
- Paul Harris – orkest-arrangementen
- Curtis Amy –saxofoonsolo
- Reinol Andino – conga’s
- George Bohanan – trombonesolo
- Jimmy Buchanan – viool
- Jesse McReynolds – mandoline
- Champ Webb – hoornsolo

### Productuemedewerkers
- Paul Rothchild – productie
- Peter Schaumann – albumhoes
- Bruce Botnick -  geluidstechnicus

Jim Morrison · Robby Krieger · Ray Manzarek · John Densmore